# 5481 Kiuchi
Kiuchi (asteróide 5481) é um asteróide da cintura principal, a 2,194813 UA. Possui uma excentricidade de 0,0619474 e um período orbital de 1 307,21 dias (3,58 anos).
Kiuchi tem uma velocidade orbital média de 19,47186686 km/s e uma inclinação de 5,95776º.
Este asteróide foi descoberto em 15 de Fevereiro de 1990 por Kin Endate e Kazuro Watanabe.